# Duhovkovití
Duhovkovití (Melanotaeniidae) je čeleď paprskoploutvých ryb z řádu gavúni (Atheriniformes). Čeleď duhovkovití pochází ze sladkých vod Austrálie a Nové Guiney. V užším pojetí zahrnuje osm rodů, včetně rodu Melanotaenia.

## Taxonomie
- Cairnsichthys Allen, 1980 – duhovka
- Chilatherina Regan, 1914
- Glossolepis Weber, 1907 – duhovka
- Iriatherina Meinken, 1974
- Melanotaenia Gill, 1862 – duhovka
- Pelangia Allen, 1998
- Popondichthys Allen, 1987
- Rhadinocentrus Regan, 1914